# Гарлицький калійний гірничо-рудний комплекс
Гарлицький калійний гірничо-рудний комплекс – розташоване на сході Турменістану підприємство з виробництва калійних добрив.
В середині 1960-х років на крайньому південному сході Туркменістану виявили Гарлицьке родовище калійних солей, поклади якого знаходяться в діапазоні глибин від 200 до 1000 метрів. Тривалий час його залучення до господарської діяльності відкладали, при цьому проведені у 1990-х роках досліди з розробки методом підземного вилуговування не принесли позитивних результатів. Нарешті, у 2010-х вирішили інвестувати у створення потужного комплексу із підземним способом видобутку руди.
В межах проекту спорудили два шахтні стовбура – призначений для підйому руди глибиною 364 метра із пропускною здатністю 1520 тон на годину та стовбур для спуску і підйому працівників та вантажів глибиною 308 метрів. Під час будівництва з окремих горизонтів спостерігався інтенсивний приплив підземних вод, що змусило бурити навколо стовбурів кільце свердловин із наступним заповненням їх цементом, що утворило захисний кожух. За проектом шахта має забезпечувати видобуток 7 млн тон руди на рік, що достатньо для виробництва 1,4 млн тон добрива (гранульованого хлориду калію). Розрахунковий термін розробки запасів якісних руд родовища становить 45 років.
Генеральним підрядником будівництва виступила білоруська компанія «Белгорхімпром», з якою уклали контракт вартість 0,9 млрд доларів США (загальна вартість проекту оцінювалась у 1,1 млрд доларів США). Турменська сторона мала забезпечити спорудження загальної інфраструктури – залізничної гілки, автодороги, ліній електропередачі, водопроводів та газопроводу (можливо відзначити, що блакитне паливо у регіон подали в першій половині 2010-х по трубопроводу Яшилдепе – Гарлик). У підсумку між сторонами угоди виникли серйозні суперечки, при цьому білоруська компанія скаржилась на затримки в будівництві інфраструктури (що впливало на дотримання контрактних термінів виконання основних робіт) та оплаті (зокрема, вже після введення підприємства у експлуатацію залишалась заборгованість в розмірі 150 млн доларів США), тоді як замовник стверджував про відсутність певного переліку споруд та обладнання, що, на думку туркменської сторони, були контрактним зобов’язанням генпідрядника. У підсумку в 2019 році сторони звернулись з позовами до Стокгольмського арбітражу.
Гарлицький комплекс офіційно ввели в експлуатацію в 2017 році, проте через суперечку з генпідрядником, що призвела до відсутності технічного нагляду та навчання персоналу, підприємство працювало лише на кілька відсотків від проектної потужності.